# Aphalara steironemicola
Aphalara steironemicola är en insektsart som beskrevs av Richards 1970. Aphalara steironemicola ingår i släktet Aphalara och familjen rundbladloppor. Inga underarter finns listade i Catalogue of Life.